# 斯皮罗斯·基普里亚努
斯皮罗斯·基普里亚努（希臘語：Σπύρος Κυπριανού；1932年10月28日—2002年3月12日）是希臘裔賽普勒斯律师，政治家，前塞浦路斯总统。

## 生平
1932年生于利马索尔。中学毕业后赴英国伦敦留学，1954年毕业于格雷律師學院，取得高级律师资格。1952年至1954年在伦敦创建了塞浦路斯留英学生联盟，并担任联盟首任主席。
1955年塞浦路斯爆发反英争取独立的武装斗争，他在英国积极开展声援活动。1956年6月被英国驱逐出境。后前往希腊参加抗争活动。1956年8月至1959年2月先后任马卡里奥斯大主教驻纽约和伦敦全权代表。1960年8月塞浦路斯独立，在政府担任司法部长，后调任至外交部长。1972年5月辞任，改操律师业。1974年任马卡里奥斯总统的政治顾问。
1976年5月创建民主党。同年9月参加希族议会选举获胜，任众议院议长。1977年8月马卡里奥斯总统病逝后，成为代总统，不久后成为总统。
在1978年2月任期届满后，原定举行总统选举，但由于没有别的总统候选人竞选，基普里亚努自动当选，任期五年。1983年2月，以57%的选票当选总统。直到在1988年的选举中被乔治·瓦西利乌击败。
1996年5月，他在议会选举中再次当选为众议院议长。直到2001年卸任，结束了30年的政治生涯而退休。
1956年与米米结婚，育有2个孩子。2002年3月12日因癌症去世。

## 观点与政策
在担任外交部长期间，他极力反对以美国为首的国家干涉塞浦路斯内政。1971年12月14日，他与乔冠华在纽约签署了“关于中华人民共和国和塞浦路斯共和国建立外交关系的公报”。
1984年6月底访华，先后到访了北京、上海和广州等地。
在巴勒斯坦问题上，他支持恢复巴勒斯坦人民的合法权利，尽力寻求一个公正地解决巴勒斯坦问题的办法。